# Dumbrăvița, Timiș
Dumbrăvița là một xã thuộc hạt Timiș, România. Dân số thời điểm năm 2002 là 2672 người.